# Mazatlán
Mazatlán é um município do estado de Sinaloa, no México. É a segunda mais importante cidade do estado. Seu nome tem origem no idioma náuatle, antiga língua asteca, e quer dizer, em uma tradução literal, "o lugar do veado".

## Geografia
O município de Mazatlán está localizado no lado sul do estado, entre os Meridianos 105° 56' 55" e 106° 37' 10" ao oeste do meridiano de Greenwich, e entre os paralelos 23° 04' 25" e 23° 50' 22" de latitude norte.
Sua extensão territorial é de 3,068.48 quilômetros quadrados, e chega a 5.3% da superfície total do estado. Com isso, é classificada como a nona maior cidade do estado em extensão territorial. Se limita ao norte com a cidade de San Ignacio e o estado de Durango, ao sul com a cidade de Rosario e o Oceano Pacífico, ao leste da cidade de Concórdia e oeste pelo litoral do Oceano Pacífico.

## Pessoas notáveis
- Lorena Herrera - modelo, cantora e atriz
- Pedro Infante - ator e cantor dos chamados anos dourados do cinema mexicano
- Kenia Os - cantora e influenciadora digital
- Eduardo Ramos Escobedo - futebolista
- Roberto Blancarte - sociólogo, historiador e cientista social
- Francisco Javier Rodríguez - futebolista
- Sara Ramírez - atriz e cantora, conhecida por seu papel na série Grey's Anatomy

## Cidades-irmãs
Mazatlán possui três agências consulares: dos Estados Unidos, do Canadá e da França. A lista de cidades-irmãs de Mazatlán, por sua vez, é extensa. Dentre elas, se destacam cidades como:
- Hamm, Alemanha
- Santa Mônica, Estados Unidos
- Seattle, Estados Unidos
- Tucson, Estados Unidos [6]
- Brownsville, Estados Unidos
- Puntarenas, Costa Rica
- Grande Prairie, Canadá
- Monterrei, México [7]
- Acapulco, México
- Chihuahua, México
- Saltillo, México
- Heroica Matamoros, México
- Reynosa, México
- Ciudad Juárez, México